# Decision Points
Decision Points (Brasil: Momentos de Decisão ) é um livro de memórias do ex-presidente dos Estados Unidos, George W. Bush. Foi lançado em 9 de novembro de 2010. O livro tornou-se best-seller do The New York Times, com mais de dois milhões de cópias vendidas em menos de dois meses após o lançamento. No Brasil, foi publicado em 2012 pela editora Novo Século.

## Sinopse
Momentos de Decisão consiste em 14 capítulos. Os dois primeiros capítulos falam sobre acontecimentos notáveis em sua vida, como a sua decisão de parar de beber em 1986. O segundo capítulo é sobre sua decisão de concorrer a governador do Texas, e, em seguida, para presidente dos Estados Unidos. Os restantes dos doze capítulos, tratam dos eventos durante a presidência: os ataques terroristas de 11 de setembro de 2001, as guerras do Iraque e Afeganistão, a ajuda aos países em desenvolvimento, os problemas domésticos, a catástrofe do furacão "Katrina", o estudo das células-tronco, e a Grande Recessão.